# Tomaž Kosmač
Tomaž Kosmač (* 30. oktober 1965 v Postojni, SFRJ) je slovenski pisatelj.

## Življenje in delo
Kosmač je obiskoval osnovno šolo v Spodnji Idriji, nato pa nadaljeval šolanje na srednji poklicni šoli z ekonomsko usmeritvijo v Novi Gorici. 
Kosmač piše izključno prozo, ki pogosto nosi avtobiografske poteze. V njegovih zgodbah se večkrat pojavlja protagonist z njegovim vzdevkom Kosmo. Njegovi literarni liki so večinoma moški, ki živijo na robu družbe – zaradi alkoholizma, brezposelnosti ali deviantnega vedenja.
Leta 1987 je začel objavljati literarna besedila v revijah.[1] Leta 1998 je izdal svoj prvi zbirko kratke proze Driska. Leta 2006 je pod psevdonimom Bogomir Hvala izdal roman Hvalabogu, v katerem satirično kritizira Cerkev. Leta 2008 je izšla zbirka kratkih zgodb Punk is dead, s katero je bil dvakrat nominiran za nagrado Fabula. Nato je izdal svoj drugi roman Varnost (2011), v katerem je opisal svoje izkušnje kot varnostnik. Leta 2014 je izdal tretji roman Sabina, ki pripoveduje o ljubezenskem razmerju z naslovno junakinjo. Roman Preko vode do svobode je izdal leta 2017; v njem se glavni junak po tridesetih letih znova odpravi na prizorišča svojega služenja vojaškega roka v Črni gori. Leta 2021 je izdal novo zbirko kratkih zgodb Ko jebe, za katero je bil nominiran za nagrado Novo mesto.
Kosmač je član Društva slovenskih pisateljev.

## Publikacije
- Driska. Idrija: Založba Bogataj, 1998.
- Hvalabogu. Samozaložba, 2006.
- Punk is dead. Ljubljana: Študentska založba, 2008.
- Varnost. Ljubljana: Študentska založba, 2012.
- Sabina. Novo mesto: Goga, 2014.
- Preko vode do svobode. Maribor: Litera, 2017.
- Ko jebe. Ljubljana: Beletrina, 2021.